# Andrzej Baron
Andrzej Baron (ur. 7 stycznia 1955) – polski lekkoatleta, średniodystansowiec, medalista mistrzostw Polski

## Kariera sportowa
Był zawodnikiem AZS Poznań.
Reprezentował Polskę w finale zawodów Pucharu Europy w 1979, gdzie w biegu na 800 metrów zajął 8. miejsce, z czasem 1:50,20. Był to jego jedyny występ w reprezentacji seniorskiej.
W 1978 zdobył brązowy medal mistrzostw Polski w sztafecie 4 x 400 m. W tej samej konkurencji jeszcze pięciokrotnie biegł w finale mistrzostw, a najwyższe miejsca indywidualnie wywalczył w 1975 na 400 metrów (siódme) i w 1978 na 800 metrów (ósme).
Rekord życiowy w biegu na 400 m: 47,64 (4.06.1977), na 800 m: 1:47,9 (17.06.1979).